# Bồ-đề-đạt-ma
Bồ-đề-đạt-ma (zh. 菩提達磨, sa. bodhidharma, ja. bodai daruma), dịch nghĩa là Giác Pháp (zh. 覺法), người Ấn Độ, (~470 - 543). Ông được coi là người truyền bá và sáng lập ra Thiền học và Võ thuật tới Trung Quốc. Theo truyền thuyết Trung Quốc, ông đã truyền thụ phương pháp rèn luyện thân thể cho các nhà sư Thiếu Lâm và dẫn đến việc hình thành môn võ Thiếu Lâm. Ông cũng là cha đẻ của Thiền tông Trung Quốc.
Còn rất ít thông tin về tiểu sử của ông, chủ yếu chỉ còn lại là truyền thuyết. Truyền thuyết về nguồn gốc của ông cũng khác nhau. Tại Trung Quốc tồn tại 2 truyền thuyết về ông. Tại Ấn Độ truyền thuyết kể rằng Bồ Đề Đạt Ma là con trai thứ ba của một vị vua Pallava Tamil từ Kanchipuram, trong khi ở Nhật Bản truyền thuyết kể rằng ông đến từ Ba Tư.
Thời điểm ông đến Trung Quốc cũng khác nhau, một trong những thuyết nói rằng ông đến vào triều đại Lưu Tống (420-479) hay muộn hơn vào triều đại nhà Lương (502-557). Ông chủ yếu hoạt động tại lãnh thổ của các triều đại Bắc Ngụy (386-534). Thời kỳ truyền bá của ông khoảng vào đầu thế kỷ thứ 6.
Ông là Tổ thứ 28 và cuối cùng sau Phật Thích-ca Mâu-ni của Thiền tông Ấn Độ và là Sơ tổ của Thiền tông Trung Quốc. Các tên gọi khác là: Bồ-đề-đạt-ma-đa-la (zh. 菩提達磨多羅), Đạt-ma-đa-la (zh. 達磨多羅), Bồ-đề-đa-la (菩提多羅), và tên viết tắt thường gặp trong văn cảnh nhà Thiền là Đạt-ma (zh. 達磨).

## Tiểu sử
Bồ-đề-đạt-ma là đệ tử và truyền nhân của Tổ thứ 27, Bát-nhã-đa-la (sa. prajñādhāra) và là thầy của Huệ Khả, Nhị tổ Thiền Trung Quốc. Sự tích truyền pháp của Bát-nhã-đa-la cho Bồ-đề-đạt-ma được truyền lại như sau:
Tổ hỏi: "Trong mọi thứ, thứ gì vô sắc?" Bồ-đề-đạt-ma đáp: "Vô sinh vô sắc". Tổ hỏi tiếp: "Trong mọi thứ, cái gì vĩ đại nhất?" Bồ-đề-đạt-ma đáp: "Phật pháp vĩ đại nhất".
Sau khi trở thành Tổ thứ 28, Bồ-đề-đạt-ma đi thuyền qua Nam Trung Quốc năm 520. Sau khi truyền đạo cho Lương Vũ Đế không thành, Bồ-đề-đạt-ma đến Lạc Dương, lên chùa Thiếu Lâm trên rặng Tung Sơn. Nơi đây, Bồ-đề-đạt-ma tu thiền định, 9 năm quay mặt vào vách không nói; cũng tại đây, Huệ Khả đã gặp Bồ-đề-đạt-ma để lại truyền thuyết bất hủ về việc quyết tâm học đạo của mình.
Tư liệu về cuộc đời của Bồ-đề-đạt-ma là một vương tử Nam Ấn Độ không rõ ràng. Có truyền thuyết cho rằng sư phụ của Bồ-đề-đạt-ma là Bát-nhã-đa-la từng dặn sư hãy đợi 60 năm sau khi mình chết mới được đi Trung Quốc. Như thế Bồ-đề-đạt-ma phải cao tuổi lắm lúc đến Trung Quốc. Theo tài liệu khác thì Bồ-đề-đạt-ma đến Trung Quốc lúc 60 tuổi. Cả hai thuyết này không phù hợp với cuộc đời Sư, từ 470-543, là ngày tháng được phần lớn nguồn tài liệu công nhận. Sau khi đến, sư nhận lời mời của Lương Vũ Đế đi Nam Kinh. Cuộc gặp gỡ giữa Bồ-đề-đạt-ma và Vũ Đế được các ngữ lục ghi lại như sau:
Là một người phụng sự đạo Phật, Lương Vũ Đế đã cho xây trong nước mình nhiều chùa chiền, bảo tháp. Vũ Đế hỏi nhà sư Ấn Độ: "Trẫm từ lên ngôi đến nay, xây chùa, chép kinh, độ tăng không biết bao nhiêu mà kể. Vậy có công đức gì không?"
Đạt Ma đáp: "Không có công đức."
- "Tại sao không công đức?"
- "Bởi vì những việc vua làm là nhân "hữu lậu", chỉ có những quả nhỏ trong vòng nhân thiên, như ảnh tùy hình, tuy có nhưng không phải thật."
- "Vậy công đức chân thật là gì?"
Sư đáp: "Trí phải được thanh tịnh hoàn toàn. Thể phải được trống không vắng lặng, như vậy mới là công đức, và công đức này không thể lấy việc thế gian (như xây chùa, chép kinh, độ tăng) mà cầu được."
Vua lại hỏi: "Nghĩa tối cao của thánh đế là gì?"
- "Một khi tỉnh rõ, thông suốt rồi thì không có gì là thánh."
- "Ai đang đối diện với trẫm đây?"
- "Không biết."
Đó là những lời khai thị về yếu tính Phật pháp rất rõ ràng, nhưng Vũ Đế không lĩnh hội được. Cuộc gặp với Lương Vũ Đế cho Bồ-đề-đạt-ma thấy rõ là chưa đến thời truyền pháp tại Trung Quốc. Sau đó - theo truyền thuyết - sư vượt Trường Giang bằng một chiếc thuyền con (chiếc thuyền về sau trở thành một đề tài của hội họa Thiền), đến chùa Thiếu Lâm ở Bắc Trung Quốc. Người ta không biết rõ sư mất tại đó hay rời Thiếu Lâm sau khi truyền pháp cho Huệ Khả. Theo một truyền thuyết thì Bồ-đề-đạt-ma về lại Ấn Độ sau chín năm lưu lại Trung Quốc.
Sư có ý muốn hồi hương, trước khi về, gọi đệ tử trình bày sở đắc: "Giờ ta ra đi sắp tới, vậy mỗi đệ tử hãy nói cho ta nghe sở đắc của mình".
Đạo Phó bạch: "Theo chỗ thấy của tôi, muốn thấy đạo phải chẳng chấp văn tự, mà cũng chẳng lìa văn tự."
Sư đáp: "Ông được lớp da của tôi rồi."
Ni Tổng Trì nói: "Chỗ giải của tôi như cái mừng vui thấy nước Phật (tâm) bất động, thấy được một lần, sau không thấy lại nữa."
Sư nói: "Bà được phần thịt của tôi rồi."
Đạo Dục, một đệ tử khác, bạch: "Bốn đại vốn không, năm uẩn chẳng phải thật có, vậy chỗ thấy của tôi là không một pháp nào khả được."
Sư đáp: "Ông được bộ xương của tôi rồi."
Cuối cùng, đến phiên Huệ Khả. Huệ Khả lễ bái sư rồi đứng ngay một chỗ, không bạch không nói gì cả. sư bảo: "Ngươi đã được phần tuỷ của ta."
Rồi ngó Huệ Khả, sư nói tiếp: "Xưa Như Lai trao 'Chánh pháp nhãn tạng' cho Bồ tát Ca Diếp, từ Ca Diếp chánh pháp được liên tục truyền đến ta. Ta nay trao lại cho ngươi; nhà ngươi khá nắm giữ, luôn với áo cà sa để làm vật tin. Mỗi thứ tiêu biểu cho một việc, ngươi nên khá biết."
Huệ Khả bạch: "Thỉnh sư chỉ bảo cho."
Sư nói: "Trong, truyền pháp ấn để khế chứng tâm; ngoài, trao cà sa để định tông chỉ. Đời sau, trong cảnh cạnh tranh, nếu có người hỏi ngươi con cái nhà ai, bằng vào đâu mà nói đắc pháp, lấy gì chứng minh, thì ngươi đưa bài kệ của ta và áo cà sa ra làm bằng. Hai trăm năm sau khi ta diệt rồi, việc truyền y dừng lại. Chừng ấy, đâu đâu người hiểu đạo và nói lý rất nhiều, còn người hành đạo và thông lý rất ít, vậy ngươi nên cố xiển dương đạo pháp, đừng khinh nhờn những người chưa ngộ. Bây giờ hãy nghe bài kệ của ta:"
| 吾本來玆土 傳法救迷情。 一華開五葉 結果自然成 | Ngô bản lai tư thổ Truyền pháp cứu mê tình. Nhất hoa khai ngũ diệp Kết quả tự nhiên thành. | Ta đến đây với nguyện, Truyền pháp cứu người mê. Một hoa nở năm cánh, Nụ trái trổ ê hề. |

Sư lại nói thêm: "Ta có bộ kinh Lăng Già bốn cuốn, nay cũng giao luôn cho ngươi, đó là đường vào tâm giới, giúp chúng sanh mở được cửa kho tri kiến của Phật. Ta từ Nam Ấn sang đến phương Đông này, thấy Xích Huyện Thần Châu có đại thừa khí tượng, cho nên vượt qua nhiều nơi, vì pháp tìm người. Nhưng bao nhiêu cuộc gặp gỡ không làm ta mất lòng, bất đắc dĩ phải ừ hử vậy thôi. Nay được ngươi để truyền thọ y pháp, ý ta đã toại!"
Theo một thuyết khác thì Bồ-đề-đạt-ma sống đến 150 tuổi, cuối cùng bị đầu độc và được an táng ở Hồ Nam. Sau đó một vị tăng đi hành hương ở Ấn Độ về gặp Bồ-đề-đạt-ma trên núi Hùng Nhĩ. Bồ-đề-đạt-ma, tay cầm một chiếc dép, cho biết mình trên đường về Ấn Độ và Trung Quốc sẽ tiếp nối dòng Thiền của mình. Về tới Trung Quốc vị tăng này vội báo cho đệ tử, đệ tử mở áo quan ra thì không thấy gì cả, chỉ còn một chiếc dép. Vì tích này, tranh tượng của Bồ-đề-đạt-ma hay được vẽ vai vác gậy mang một chiếc dép.
Bồ-đề-đạt-ma truyền phép thiền định mang truyền thống Đại thừa Ấn Độ, đặc biệt sư chú trọng đến bộ Nhập Lăng-già kinh (sa. laṅkāvatāra-sūtra). Tuy nhiên, Thiền tông Trung Quốc chỉ thành hình thật sự với Huệ Năng, Tổ thứ sáu, kết hợp giữa thiền (sa. dhyāna) Ấn Độ và truyền thống đạo Lão, được xem là một trường phái đặc biệt "nằm ngoài giáo pháp nguyên thủy". Thiền tông Trung Quốc phát triển rực rỡ kể từ đời nhà Đường.
Theo Nguyễn Lang trong Việt Nam Phật giáo sử luận thì Bồ-đề-đạt-ma có thể từng đến Việt Nam (Giao Châu) cuối đời nhà Lưu Tống (420-447) cùng với một vị sư Ấn Độ tên là Pháp Thiên (sa. dharmadeva).

## Võ thuật
Bồ đề đạt ma được coi là tổ sư, người sáng lập phái Võ Thiếu Lâm. Môn võ này có nguồn gốc từ môn võ thuật cổ truyền của Ấn Độ là võ Kalaripayattu, mà Bồ-đề-đạt-ma là một võ sư của môn võ này.